# Mísia
Pour la chanteuse japonaise, voir MISIA.
Susana Maria Alfonso de Aguiar, connue artistiquement sous le nom de Mísia, est une chanteuse portugaise de fado née à Porto le 18 juin 1955 et morte le 27 juillet 2024 à Lisbonne.

## Biographie
Née Susana Maria Alfonso de Aguiar à Porto le 18 juin 1955 d’un père portugais et d’une mère espagnole catalane, elle passe son enfance et son adolescence dans sa ville de naissance où elle est fascinée par les casas de fado, les endroits populaires où se chante le fado.
Son père appartient à la haute bourgeoisie portugaise, sa mère est danseuse classique et de flamenco. Ses parents divorcent lorsqu’elle a 4 ans. Elle est élevée par sa grand-mère maternelle, une ancienne chanteuse de music-hall et de cabarets burlesques. 
Enfant, elle veut être anthropologue. S’inventant son propre monde, elle essaye de concilier ses deux cultures d'origine, bourgeoise de son père et bohème de sa mère : « J'ai une moitié Manoel de Oliveira et une moitié Almodóvar. Après l'adolescence j'ai décidé de tout garder ».
Dans les années 1970, elle s’installe à Barcelone à l’époque de la libération des mœurs de l’immédiat après-franquisme. Elle connaît la pauvreté et fait une année de burlesque dans un cabaret du Parralelo, le Montmartre catalan, où elle doit adopter les codes kitschs du striptease avec strass, plumes, nudité et outrance du maquillage. Elle garde un mauvais souvenir de ces années : « Ce n'était pas agréable de faire du striptease. J'étais trop jeune, je ne comprenais rien. Je ne savais même pas pourquoi je plaisais. J'étais trop naïve. ».
Elle s’installe ensuite à Madrid à l’époque de la post-movida et change de style, optant pour une coupe à la garçonne. Elle interprète des chansons de variété internationale à la télévision.

### Pionnière du nouveau fado
En 1991, elle retourne au Portugal et s’installe à Lisbonne avec le projet de renouveler l’art du fado avec un style personnel. Influencée par les chanteuses de fado Beatriz da Conceição et Amália Rodrigues, elle adopte le pseudonyme de Mísia, avec l'accent portugais, après avoir lu une biographie de Misia Sert, la pianiste française d'origine polonaise mécène de nombreux artistes au début du XXe siècle qui transforma son prénom de Maria en Mísia lorsqu'elle épousa le peintre catalan Josep Maria Sert.
Mísia reprend la tradition du fado pour la moderniser par les textes, souvent empruntés aux poètes portugais (comme Fernando Pessoa), ou les arrangements musicaux. Son répertoire va au-delà du fado, avec des reprises d'Édith Piaf ou encore  de Jacques Brel. Elle répertorie les types de fados traditionnels, commande des textes nouveaux à des poètes, complète l’accompagnement traditionnel à la guitare portugaise par le violon, l’accordéon du fado de son enfance, ou le piano.
En 1991, elle enregistre l’album Mísia salué plus tard par la critique comme marquant les débuts du fado novo, le nouveau fado. Mais au Portugal, sa liberté de ton dérange aussi bien le public de gauche pour lequel le fado est un art réactionnaire lié à l’époque de la dictature de Salazar, que les tenants d’un fado traditionnel et stéréotypé qui lui reprochent d’intégrer des textes de poètes engagés et de briser les règles du genre. Elle mène alors une carrière internationale et chante sur les plus grandes scènes du monde, récoltant de nombreux prix.
Dans les années 2000,  elle s’installe à Paris et y séjourne cinq ans avant de revenir à Lisbonne dans sa maison du Bairro Alto.
En 2001, elle se produit dans la cour d’honneur du Palais des Papes avec Ritual, un concert créé pour le Festival d’Avignon, où elle reprend les textes populaires des fadistes des casas de fado en hommage à Amália Rodrigues disparue en 1999. Elle y signe aussi pour la première fois de son vrai nom, Susana Aguiar, un texte de chanson, Cor de Lua, révélant une période difficile de sa vie personnelle, entre la vie et la mort.
En 2007, elle donne huit concerts acoustiques Lisboarium aux Théâtre des Bouffes du Nord à Paris, chante Les Sept Péchés capitaux (ballet) au Centre culturel de Belém à Lisbonne et Maria de Buenos Aires d'Astor Piazzolla au Teatro Nacional de São Carlos de Lisbonne. La même année, Mísia présente Saudades Symphoniques au Victoria Hall de Genève. C'est un spectacle où se mêlent les plus beaux fados ainsi qu'une sélection de morceaux coup de cœur provenant d'autres cultures. Les arrangements sont de Bruno Fontaine.
En 2008, Mísia participe à l'ouverture du festival Grec'08 de Barcelone dans L'Histoire du soldat de Charles Ferdinand Ramuz et Igor Stravinsky et aussi au Gala du centenaire de la Salle Gaveau à Paris le 18 décembre 2008.
En 2009, l'artiste chante Brahms, la viola e la voce del Fado à l'opéra La Fenice à Venise. Elle sort également un nouveau double album double, Ruas, avec pour la première fois de la guitare électrique, et joue l'un des rôles principaux du nouveau film du réalisateur italo-américain John Turturro, Passione.
En 2010, Mísia travaille sur le projet artistique Our Chopin's Affair, pour la célébration de l'année Chopin. Elle est également coprésidente du Festival canadien Montréal en Lumière.
En 2011, elle est invitée deux fois par la Présidence du Portugal pour chanter au Palais national de Belém lors de la Journée internationale de la Poésie, et pour le 101e anniversaire de la République Portugaise. 
Elle crée avec Maestro Fabrizio Romano le spectacle Delikatessen puis participe au spectacle de Christina Pluhar et son ensemble L'Arpeggiata Salto lors de Ruhrtriennale 2011 en Allemagne. La chanteuse participe régulièrement à la tournée Passione - concert du film de John Turturro. En parallèle, Misia parcourt le monde avec son spectacle Senhora da Noite dont l'album est sorti en France le 7 novembre 2011.
En 2020, elle sort l'album Pura Vida, son quatorzième album.
En 2022, elle sort Animal Sentimental, un projet triptyque comprenant un album, un livre autobiographique et un spectacle.

### Maladie et mort
Entre 2016 et 2018, elle soigne un cancer agressif mais s’efforce de continuer à travailler. Elle voyage, donne des interviews, des concerts à Lisbonne et à Paris, interprète Do Primeiro Fado ao Último Tango, tout en suivant sa chimiothérapie.
Le 18 juin 2024, Mísia célèbre son 69e anniversaire au Café Buenos Aires à Lisbonne en présence de nombreux amis et déclare : « Je n’arrêterai pas de vivre, car je suis plus que ma maladie ».
Mísia meurt le 27 juillet 2024 des suites de sa maladie dans un hôpital de Lisbonne, à l'âge de 69 ans. Sa mort est annoncée par l'écrivain ami Richard Zimler,.

## Distinctions

### Récompenses
- 1995 : Grand Prix du Disque par l'Académie Charles-Cros (France) pour Tanto menos, Tanto mais
- 1998 : Choc de la Musique par Le Monde de la Musique (France) pour Garras dos Sentidos
- 1999 : Disque d'Argent (Portugal) pour Garras dos Sentidos
- 2003 : Prix de la critique allemande des Phonogrammes pour Canto
- 2010 : Prix Renato Carosone (Italie)
- 2011 : Prix Gilda (Italie)
- 2019 : Prix In honorem de l'Académie Charles-Cros (France) pour l'ensemble de sa carrière[10]

### Décorations
- Chevalier de l'ordre des Arts et des Lettres (France, 2004)[11] ;
- Officier de l'ordre des Arts et des Lettres (France, 2011) ;
- Commandeur de l'ordre du Mérite (Portugal, 2005). La distinction lui est remise lors de son deuxième concert au Théâtre national Dona Maria II à Lisbonne le 28 octobre 2005[12].

En 2004, Mísia reçoit également la plus haute distinction de la ville de Paris La grande Médaille de Vermeil du maire de Paris Bertrand Delanoë.

## Discographie
Compilation

## Filmographie
- Misia, La Voix Du Fado (Documentaire), 2003 - 53 min - Vidéo - Couleur - France. Auteur-Réalisateur : Carmen Castillo, Producteur délégué : Grenade productions, Diffuseur coprod. : ARTE France, Voix Sénart[13].